# История комиксов в России
История комиксов в России — сведения о развитии искусства рисованных историй (комикса) в Российской империи, Союзе ССР и Российской Федерации, расположенные в хронологическом порядке.

## Исторические предшественники комикса

### Житийная икона
Предпосылки к развитию культуры комиксов в России появляются ещё в допетровские времена. Похожий на комикс и инфографику одновременно тип изображения наблюдается в житийных иконах: центральное изображение (средник) содержит образ святого, а в маленьких изображениях по краям (клеймах) представлены по порядку эпизоды его жизни. Надписи с поясняющим текстом сопровождают каждое клеймо. Традиционно на житийных иконах чтение сюжетов, помещенных вокруг средника, начинается с левого верхнего клейма, продолжается по верхнему полю, затем попеременно слева направо на боковых полях и заканчивается в правом углу нижнего поля. Другие житийные иконы составлены из многих равных изображений, объединённых одним сюжетом, например, историей земной жизни Христа. В них может быть иной порядок «чтения». Первые житийные иконы появляются в России ещё в XIII веке и создаются до сих пор.

### Лубок
Другой предшественник комикса получает развитие в XVII—XIX веках — это русский лубок, рассказывающий последовательные истории в картинках в сопровождении текста. Уже тогда художники использовали «пузырь», в который вписывались реплики героев. Текст лубка зачастую был трудночитаем, содержал ошибки. Текст в этом случае являлся не совсем текстом, а в некотором смысле его изображением, неотъемлемым атрибутом картинки, подобно клеймам на иконах.
Сюжетами для лубков становились жития святых, сказки, художественные произведения. В конце XIX века лубки издавались в России миллионными тиражами. После революции 1917 года лубок исчезает как самостоятельный художественный объект, но сам жанр лубка, остающийся понятным большинству и обладающий сильнейшей агитационной выразительностью, успешно используется советскими художниками.

Исследователи однозначно считают, что лубок является прямым родоначальником жанра комикса.

### Карикатура
Ещё одним предшественником комиксов является карикатура, а точнее, политические карикатурные истории, объединяющие несколько рисунков в одном. Одним из главных заимствований, которые комикс сделал из карикатуры, является филактер (пузырь, облако, бабл) — «пузырь», в который вынесена речь персонажей. Печатавшиеся в советское время в газетах и журналах небольшие комиксы считались[кем?] карикатурами.

## Комиксы в дореволюционной России
Первые переводы зарубежных комиксов появляются в детских и юмористических журналах конца XIX века. Исследователь русских комиксов Хосе Аланиз датирует их появление в России 1895 годом, одновременно с появлением кинематографа. Первые русские комиксы появляются немного позднее, в начале XX века. В русских комиксах того периода продолжается лубочная традиция.
- 1844 — Издается альбом гравюр «Похождения Христиана Христиановича Виольдамура и его Аршета» художника-любителя Андрея Сапожникова. Первоначально им было выполнено 50 юмористических и одновременно документально точных картин, к которым он предложил Владимиру Далю написать текст. В повести, рассказывающей о бездельнике, возомнившем себя музыкантом-виртуозом, даётся описание быта жителей Петербурга и губернского города[10]. Эта книга не является комиксом в чистом виде, но это, вероятно, первое русское литературное произведение, где текст и иллюстрации неразрывно связаны.
- 1876−1917 — В Санкт-Петербурге выходит детский журнал «Задушевное слово». Вероятно, именно в нём в конце XIX века начинают печататься первые истории в картинках на русском языке. Жанр пользовался популярностью, на рубеже XIX и XX вв. комикс для детей и подростков «Вокруг света без гроша в кармане» выходил в течение трёх лет[2]. Комиксы были переводными, как правило, французскими. Для каждого комикса обязательно указывалось общее количество составляющих его картинок[11].
- 1898 — Художественно-книгоиздательское товарищество Р. Голике и А. Вильборга небольшим тиражом издаёт серию открыток-комиксов.
- 1901−1917 — В «Будильнике» и «Шуте» публикуются комиксы и карикатуры художника Ивана Симакова, который после революции работал также в «Окнах сатиры РОСТА». См. также: 1919−1921: «Окна РОСТА».
- 1908−1914 — издаётся сатирический журнал «Сатирикон», где, помимо прочего, печатаются карикатуры и комиксы художника Алексея Радакова («Жизнь среднего человека», «История двух дегенератов», «Как я стал гением»)[3].
- 1914 — В Москве авангардисты Казимир Малевич, Аристарх Лентулов, Владимир Маяковский, Давид Бурлюк создают объединение «Сегодняшний лубок» с целью возродить традиции лубка XIX века. Эта группа выпустила, используя традицию лубочного примитива, серию из 22 листов на военные сюжеты[12].

## Комиксы русской эмиграции (1935—1945)
После Октябрьской революции 1917 года и Гражданской войны в Югославии осела большая колония русских эмигрантов, с 1935 по 1945 годы выпустившая множество комиксов на русские темы. В 1935 году Юрий Лобачёв издал графический роман на сербском языке «Кровавое наследство» и основал «Белградский круг художников», в который, помимо самого Лобачёва, вошли Константин Кузнецов, Алексей Рахнер, Сергей Соловьёв, Иван Шеншин и Николай Навоев. Художники создавали графические романы по мотивам произведений русской классики — А.С. Пушкина, М.Ю. Лермонтова, Н. В. Гоголя, Л. Н. Толстого, Л. А. Чарской, М. А. Шолохова, а также на исторические темы — «Пётр Великий», «Стенька Разин», «Княжна Тараканова». Была также предпринята попытка создать своего рода русского супергероя — Чёрного Атамана. После прихода к власти коммунистов Константин Кузнецов эмигрировал в Вену, затем в Мюнхен, а оттуда в 1950-м — в США; после 1948 года он больше не возвращался к комиксам. Юрий Лобачёв принял советское гражданство и остался в СССР. Иван Шеншин и Алексей Рахнер не успели эмигрировать и были расстреляны коммунистами за сотрудничество с немцами; Сергей Соловьёв эмигрировал в Италию, а Николай Навоев умер от туберкулёза ещё до начала Второй мировой войны. В России комиксы русских эмигрантов Югославии впервые были изданы в 2017 году издательством «Чёрная Сотня».

## Комиксы в Советской России
- 1919−1921 — издаётся серия агитационных плакатов «Окна сатиры РОСТА». К изображениям на плакатам прилагались надписи, нередко в стихотворной форме. Над плакатами работали такие известные личности, как поэт Владимир Маяковский, художники Д. Моор, Иван Малютин и многие другие. Плакаты «Окна сатиры РОСТА» были важным шагом в развитии отечественной рисованной истории. Именно тогда родились запоминающиеся образы красноармейца, рабочего, крестьянина, буржуя, разгильдяя, которые на годы вперёд определили стандарт их изображения в СССР[17].

## Комиксы в СССР

### 1922−1951: пропаганда и сатира
В начале XX века лубок трансформировался, с одной стороны, в плакатное искусство, с другой — в карикатуры для сатирических журналов. Лубочная традиция продолжалась в таких видах вплоть до 1940-х годов, но постепенно осталась только в виде политической карикатуры, которая выполняла строго идеологическую функцию.

Тем не менее, большое развитие получили другие виды совмещения картинок и текста, родственные комиксу: диафильмы и книжки-картинки.
- 1923 — изданы «Политические рисунки» Франса Мазереля[18].
- 1924 — выходит первый номер детского журнала «Мурзилка». В первые годы выхода журнал избегал публикации историй в картинках, предпочитая им полноценную прозу и фотографии, в то время герой журнала Мурзилка был белой собачкой. Знаменитый образ пушистого жёлтого человечка в красном берете создал в 1937 году художник Аминадав Каневский. Небольшие комиксы про Мурзилку выходят с 1937 по 1939 гг. почти в каждом номере. В 1940 году Мурзилка предстаёт в виде невидимки, а в 1941 году — румяного мальчика. Затем образ Мурзилки полностью пропадает на восемнадцать лет. В 1959 году Мурзилка возвращается в свой журнал в «пушистом» облике. В 1960-х — 1980-х годах комиксы о нём и о других персонажах выходят почти в каждом номере. В 1977−1978 годах карикатурист Александр Семёнов создаёт цикл комиксов, в которых Мурзилка борется с проделками злой волшебницы Ябеды-Корябеды. В 1990-е годы в комиксы начинает вставляться реклама коммерческих фирм.
- 1924−1928 — выходит один из конкурентов «Крокодила» сатирический журнал «Смехач» (1924—1928), основанный Кольцовым и Маяковским. В журнале работает карикатурист и иллюстратор Николай Радлов, пришедший сюда из журнала «Сатирикон». По традиции, темы для его комиксов и карикатур берутся из советской периодики.

Сатирические комиксы появляются в еженедельном журнале «Бегемот». Здесь ленинградский график Борис Антоновский придумывает образ Евлампия Карловича Надькина, — простофилю, то и дело попадавшего в дурацкие ситуации, но всегда остававшегося при своей выгоде; «идеал поэта эпохи люмпенизации», по мнению поэта Александра Введенского. Часть комиксов вошла в издание «Избранных рисунков» Антоновского 1961 года.
- 1928−1935 — издаётся детский журнал «Ёж», на страницах которого печатаются комиксы, которые называются «кусковыми рисунками». Николай Радлов рисует комикс по мотивам романа Лидии Гинзбург «Агентство Пинкертона». Поэт из круга ОБЭРИУ Николай Олейников, вместе с Борисом Антоновским придумывает комиксы про удалого красноармейца Макара Свирепого[19].
- 1929 — популярные газетные комикс-истории об искореняющем буржуазные пережитки рабкоре Бузилке становятся основой анимационно-игровых фильмов «Бузилка против брака» и «Неуловимый рабкор»[19] (до настоящего времени они не сохранились).
- 1930 — в Москве создана фабрика «Диафильм». Диафильмы будут в какой-то мере заменять в СССР комиксы на протяжении десятилетий.
- 1930−1941 — в Ленинграде издаётся ежемесячный журнал «Чиж» (Чрезвычайно интересный журнал), приложение к журналу «Ёж», где регулярно печатались комиксы, такие как цикл «Умная Маша» (1934−1937)[К. 2], который придумали писатель Даннил Хармс и художник Бронислав Малаховский. В 1965−1974 гг. вышло три отдельных издания комиксов о Маше, тогда же они были переведены на английский язык. В 2009 году «Детгиз» выпустил книгу «Умная Маша» с рассказом о том периоде истории журнала[20]. Ещё одним нарисованным героем «Чижа» был мальчик Ваня Мохов.
- 1931 — художник Лев Канторович делает серию «кусковых рисунков» для книги Н. Радищева «Будет война»[19].
- 1937 — издаются «Рассказы в картинках» с избранными карикатурами и комиксами Николая Радлова[21]. Подписи к картинкам придумали Даниил Хармс, Нина Гернет и Наталья Дилакторская. Книга переиздавалась в 1940-м, 1955-м и 1970-м годах[22][23].
- 1941−1945 — в годы войны язык комикса используется в плакатах и листовках в целях пропаганды. Например, одна из листовок представляла собой подобие комикса из шести частей: «Немецкому солдату хорошо… Гитлер думает за него. Геринг ест за него. Геббельс говорит за него. Гиммлер заботится, чтобы его жена не осталась бездетной. Ему самому ничего не остаётся, как погибнуть на фронте»[24]. Многие плакаты «Боевого карандаша» используют приёмы и формат комикса. Активно принцип комикса используется и в «Окнах ТАСС»[3]. Обычно это были рисованные истории о немцах, которые хотели поработить советский народ, но получили отпор. Художники работали так, чтобы даже без подписей и реплик нарисованная история становилось понятной самому неискушённому читателю. Плакаты «Окон ТАСС» в комиксовом стиле рисовали Борис Ефимов, Николай Радлов, Михаил Черемных, Алексей Радаков, Георгий Савицкий и другие[17].
- 1946−1947 — в «Пионерской правде» печатаются комиксы А. Зубова о школьниках: Феде Печкине и, чуть реже, — о Нате Кнопкиной. Эти небольшие рассказы в картинках повествуют о случаях из их повседневной жизни или описывают их фантазии.
- 1948 — в «Литературной газете» выходит критическая статья Корнея Чуковского «Растление детских душ», критикующая американские комиксы за привлекательное изображение насилия и героизацию преступников[25][26]. В 1949 году там же появляется статья Чуковского «Растление американских детей» с критикой Супермена[27]. Стоит заметить, что такая же критика звучала в то время и в самих США[28]. Комиксы с натуралистичными сценами насилия и эротики продавались без возрастных ограничений. В результате в 1954 году в США был принят Кодекс издателей комиксов[англ.], жёстко регламентирующий, что и как можно изображать в комиксах[29].

### 1952−1986: юмор и приключения
В послевоенные годы тематика советских комиксов и карикатур постепенно меняется — трансформируется их формат и частично идейное наполнение. «Западное» искусство комикса по-прежнему остаётся под неформальным запретом, в это время его развитие тесно связано с карикатурой: работы Ефимова, Кукрыниксов и других карикатуристов нередко используют принципы комикса.
В 1956 году, с появлением журнала «Весёлые картинки», комикс становится допустимой формой искусства для детей. Комиксы появляются в «Мурзилке», «Юном технике» и других детских изданиях. В 1970-е годы даже «Наука и жизнь» начинает перепечатывать короткие истории про профессора Назера из журнала «Франк жё», собачку Пифа и кота Геркулеса, а также детектива Людовика — героев журнала «Пиф». Журнал «Крокодил», потративший в своё время много сил на критику комикса как искусства, между тем печатает на своих страницах истории в картинках («Жёлтая муза» Юрия Фёдорова (1964), «Поражение Шерлока Холмса» Владимира Жаринова и Юрия Фёдорова (1968)).
- 1952 — выходит первая книга сказок Владимира Сутеева. Иллюстрации Сутеева неразрывно связаны с текстом, кроме того, среди них есть истории в картинках, вовсе не содержащих текста, что ещё больше сближает творчество автора с жанром комикса[30].
- 1956 — в сентябре выходит первый номер журнала «Весёлые картинки»[18] и тогда же начинается публикация комикса (с продолжением в 3 номерах): «Необыкновенные приключения Пети Рыжика и его верных друзей Мика и Мука» художника Ивана Семёнова и писателя Юрия Постникова[31]. В 1964 году он вышел отдельным изданием[32]. Первому художественному редактору «Весёлых картинок» Виталию Стацинскому принадлежала идея создания постоянной рубрики «Клуб Весёлых человечков». В команду весёлых человечков вошли: Карандаш, Самоделкин, Петрушка, Незнайка, Буратино, Чиполлино, Дюймовочка и Гурвинек. Впоследствии в журнале публиковались комиксы с участием этих героев (автор Евгений Милутка).

Начинается издание журнала «Юный техник». С первого номера в нём публикуются комиксы о мальчиках Васе Дотошкине и Пете Верхоглядкине и их друзьях. Первый и второй комиксы были нарисованы Константином Ротовым, в дальнейшем над ними работали другие художники. В 1956−1969 гг. было напечатано 20 комиксов, ещё по одному было опубликовано в 1960-м и 1962-м. В период 1956−1962 гг. в «Юном технике» также изредка публикуются французские комиксы: «Приключения Пласида и Мюзо», «Пиф», «Месье Туду и его обезьяна Тулур». См. также: 1966−1967: комиксы про Ролика.
- 1960 — в газете «Неделя» печатаются комиксы-стрипы известных иллюстраторов Михаила Скобелева и Анатолия Елисеева по текстам Сергея Михалкова.

«[В 1960-м году] затеян был […] еженедельник „Неделя“, в котором всё должно было быть, как „у них“ [в капиталистических странах]. В детском разделе — непременно комикс… Мы с А. Елисеевым принесли в редакцию приключения в картинках о мальчике, попавшем в переулки, где каждый делал, что хотел, этакий микрорайон хулиганства и непослушания… Всё делалось по первому разряду, печаталось внизу детской страницы. Но скоро всё свернулось. Пошли письма, что „уже надоело, похоже одно на другое“. Сказалось, видимо, отсутствие привычки к этому. „Там“, „у них“ комиксы с одними и тем и же героями идут в газете годами. Маленькую книжечку с этими картинками выпустило издательство „Малыш“». Михаил Скобелев.
- 1966 — в журнале «Костёр» выходит первый советский комикс Юрия Лобачёва «Ураган приходит на помощь»[К. 5][34]. Опубликовать его полностью не удаётся. Комиксы в «Костре» больше не появляются ещё более тридцати лет[35].

«Я приготовил два приключенческих рассказа так, чтобы в каждом номере печатать по страничке. Первый назывался „Ураган приходит на помощь“ — детский шпионский детектив, с которого и начался мой с „Костром“ опыт по введению комикса в Советском Союзе. Но [вскоре] меня вызвали в ленинградский обком и приказали прекратить безобразие. Я пытался убедить, что нельзя же всё бросать на середине, и мне разрешили напечататься ещё в одном номере, чтобы хоть как-то закруглить повествование. Вместо предполагавшихся двенадцати глав пришлось всё скомкать и нарисовать „Конец“ в седьмой. Остался в столе второй комикс „Случай в горах“. Он про мальчика и девочку, которые отправляются к отцу-геологу в горы — рассказ в духе конандойловского „Затерянного мира“, только осовремененного». Юрий Лобачёв
- 1966−1967 — в «Юном технике» печатаются небольшие комиксы про мальчика Ролика, который изготавливает предложенные читателями изобретения и проверяет их работу на практике. Всего вышло восемь комиксов, и с тех пор комиксы в этом журнале больше не публиковались.
- 1967 — в течение года в журнале «Пионер» публикуется комикс «Смехотрон и Полиглот попадают в переплёт» Евгения Ведерникова и Юрия Постникова (Дружкова)[К. 6]. Это история о двух друзьях: роботе Смехотроне (который умеет наводить «смеховые волны», заставляя других смеяться) и докторе Полиглоте (который знает все языки на свете). Они изобрели машину времени и перемещаются по разным эпохам, везде попадая в забавные переделки. В 1968 году выходит короткое продолжение этого комикса «Удивительные приключения Тимы Петухова на морях Вест-Индии, Клязьминском водохранилище и в других местах» о пионере, укравшем машину времени Смехотрона и Полиглота и попавшего в плен к пиратам[К. 7]. В 1969 году художник Анатолий Борисов создаёт гораздо менее удачное продолжение «Новые приключения Смехотрона и Полиглота»[К. 8]. См. также: 1971: Удивительное автопутешествие….
- 1971 — в сборник рассказов о правилах дорожного движения «Светофор» включается комикс Евгения Ведерникова и Юрия Дружкова «Удивительное автопутешествие Вени Петушкова на земле, на воде, на крокодилах, бегемотах и т. д.»[36].
- 1974 — издан сборник детективных комиксов, куда вошли три истории: «Повесть о шляпной картонке» Марка Лисогорского, «Человек в проулке» Левона Хачатряна и «Шведская спичка» Николая Смирнова[18].

Для фильма «Дорогой мальчик» карикатурист Виталий Песков делает титры и вставные картинки в комиксовой стилистике.
- 1978 — издан книжка-картинка «Недолго думая, или Дела и заботы Жалейкина» Николая Сладкова[18] и художника Геннадия Ясинского. В начале 1980-х фрагменты этой книги публикуются в журнале «Весёлые картинки», но с иллюстрациями другого автора.
- 1980 — издана юмористическая история П. Пярна «Шиворот-навыворот»[3].
- 1986 — в издательстве «Детская литература» выходит книжка-картинка Валерия Горбачёва «Где растут пирожки с маком?» про поросёнка Хрюшу. Ранее (в конце 1970-х и начале 1980-х) комиксы с этим персонажем публиковались в «Весёлых картинках» и впервые были изданы в 1982 году на украинском языке в киевском издательстве «Веселка».
- 1986−1990 — художник Борис Цыганков и писатель Олег Орлов создают серию комиксов о матросе Кошкине[38]. По ходу истории читателям задаются загадки, ответы на которые даны в самом конце книги. Всего вышло три издания: «Приключения матроса Кошкина на шхуне „Удача“» (1986), «Новые приключения матроса Кошкина на шхуне „Удача“» (1988) и «„Необитаемый остров“ и другие приключения матроса Кошкина» (1990).

### 1987−1991: перестроечный бум комиксов
Конец 1980-х годов ознаменовался небывалым всплеском интереса советских людей к западной массовой культуре. В СССР появляются западные приключенческие комиксы, а отечественные авторы получают возможность издавать свои комиксы. Практически для всех советских комиксов тех лет основой служили американские и европейские комиксы. Однако советским читателям комиксы были ещё «в диковинку», и большинство комикс-изданий этого периода «прожили» всего несколько лет.

Значительными тиражами издаются познавательные комиксы для детей («Мир компьютеров в вопросах и ответах» (1988), «Весёлая механика» (1991) и другие.
Во время перестройки в стране возрастает интерес к религии, в начале 1990-х годов появляются первые переводные и отечественные христианские комиксы.

У детей пользуются популярностью вкладыши от жевательной резинки с комиксами.
- 1987 — издана книга для чтения со словарём на английском, испанском, немецком, французском языках «Похищение чародея». В книгу включены две комикс-адаптации повестей Кира Булычёва «Похищение чародея» и «Выбор».
- 1988 — при газете «Вечерняя Москва» организовывается комикс-студия «КОМ» (художественный руководитель — Сергей Капранов)[40]. Каждый четверг в газете публикуются работы студийцев, а на встречах обсуждаются комиксы, изучаются раритетные издания, планируются новые проекты. Участники студии — как профессиональные авторы, так и увлекающиеся комиксами художники: Аскольд Акишин, Михаил Заславский, Алексей Иорш и другие. Студия инициировала издание нескольких комикс-сборников, активно участвовала в создании комиксов на историко-патриотические темы.

К фестивалю мультфильмов Диснея издательство «Физкультура и спорт» выпустило буклет с комиксами о Микки Маусе.
Поступает в продажу книга «Képregényes rocktörténet» — венгерское издание французского комикса об истории рок-музыки.
- 1989 — в московском издательстве «Гамаюн» выходят сборник комиксов из журнала «Пиф» и комикс «Фан-Фан Тюльпан: маленькая прогулка в тюрьму».

В «Весёлых картинках» напечатаны переводы двух сербских комиксов Юрия Лобачёва «Золушка» и «Сказка о попе и о работнике его Балде».
В Ташкенте выходит комикс «Космический детектив» Сурена Тер-Авакяна и Владимира Кима.
- 1989−1993 — в Екатеринбурге выходит и пользуется большой популярностью издание «ПИФ» («Приключения и фантастика»), приложение к журналу «Уральский следопыт», в котором печатаются чёрно-белые фантастические комиксы: как оригинальные истории, так и адаптации произведений зарубежных фантастов. Художники: Игорь Кожевников, Станислав Ашмарин и другие. Всего вышло 24 выпуска.
- 1990−1995 — издаётся детский журнал «Трамвай», в котором печатаются комикс-загадки «Инспектор БерТРАМ ВАЙс и его верный друг Компостер» и другие комиксы.
- 1990 — изданы рисованная книга «1825 год: заговор» Е. Добровольской и Г. В. Алексеева; «Зайди ко мне, маркиз…» С. Батта, О. Левина и Г. Шарова; «Приключения капитана Донки» Владимира Сакова; комикс-адаптация романа Эдгара Берроуза «Тарзан» А. Коршакевича; комикс-адаптация романа братьев Стругацких «Трудно быть богом»[41]; шесть сборников комиксов студии «КОМ»[40].

Стрип «Асса» Евгения Жилинского по мотивам одноимённого фильма выставлен в Ленинграде на первой Биеналле современного искусства.
Издательство «Семиф» начинает выпуск комикс-журналов: «Бобо» (1990−1996), «Голиаф» (1991—1994), «Тумак» (1992), «Фантом» (1993), «Муми-тролль» (1994), «Розовая пантера» (1995).
- 1991 — в Новосибирске издаётся учебное пособие Стэна Ли и Джона Бускемы «Как рисовать комиксы», повлиявшее на многих авторов комиксов в 1990-е годы.

В журнале «Семья» начинается публикация цикла комиксов «Кешка» Андрея Снегирёва. В 1993 году комиксы выходят отдельным изданием (переиздано в 2012).
- 1991−1995 — в Уфе выходит первый в России журнал комиксов «Муха» одноимённой комикс-студии. В 1991−1995 гг. было выпущено 20 номеров (включая внеочередной, подготовленный совместно с немецкой студией Kromix в 1993 году), ещё по одному вышло в 2000-м и 2009-м[43].
- 1991−1996 — в журнале «Пульс» печатаются детективные комиксы Игоря Махмудова.
- 1992−1995 — объединение ветеранов афганской войны «Велес-ВА» из Екатеринбурга издаёт журнал «Велес» с патриотическими комиксами на темы афганской войны, славянской мифологии, истории России. Всего вышло семь номеров[18].

## Комиксы в современной России

### 1992−2000: комиксы для детей
В 1990-е годы комиксы начинают публиковаться во многих солидных газетах и журналах (например, комиксы Валентина Розанцева в «Огоньке» и «Известиях»).
Однако читатели по-прежнему не воспринимают комиксы всерьёз. Издание комиксов для широкой аудитории сопряжено с риском убытков, поэтому наибольшее распространение комиксы получают в детских журналах. Изданий зарубежных комиксов становится намного больше, чем отечественных: во-первых, потому что их персонажи узнаваемы и популярны, во-вторых, перекупать старую западную продукцию гораздо выгоднее, чем заказывать рисунки отечественным мастерам. Эта ситуация сохраняется и по сей день

Комиксы на русском языке, выпущенные в странах бывшего Советского Союза в данной хронологии не учитываются.
- 1992 — Выходит «Война со снеговиками» Игоря Колгарёва[40][46]. АО «Международная книга» выпускает несколько серий комиксов о Пифе в том виде, как они выходили во Франции[3][40].

Издательство «Физкультура и спорт» выпускает «Самоварские истории», комикс про олимпийского Мишку, который стал жить в старинном русском городе Самоварске и завёл там друзей: кабана Егора, кошку Марфу и зайца Ивана. Спустя два года истории об этих героях выходят в первом русском журнале комиксов «Мишка» (издательство «Махаон»). Всего за 1994−1995 гг. вышло шесть номеров.
Возникает «Эгмонт Россия», крупнейший издатель детских комиксов в России. Среди изданных «Эгмонтом» журналов такие хиты как: «Микки Маус» (1989−2009), «Утиные истории» (1991−1995), «Бамси» (1992−1996), «Парк юрского периода» (1994), «Индиана Джонс» (1994), «Микки-детектив» (1994−1998), «Русалочка» (1995−1998), «Аладдин» (1996−1997), «Дисней для малышей» (с 1996), «Супергерои» (2002−2004), «Ведьма» (2003−2009) «Смешарики» (с 2005), «Мой маленький пони» (с 2008), «Винни и его друзья» (с 2012), «Лунтик» (с 2012), Angry Birds (с 2014), «Пчёлка Майя» (с 2014) и многие другие.
- 1993 — Изданы «Затерянный мир» комикс-студии «Муха»[40], сборник шведских авангардных комиксов «Galago на русском языке: лучшие комиксы художников издательства „Галаго“»[40], «Андрей Брюс — агент космофлота» Петра Северцова по повести Кира Булычёва, «Хоббит» Дэвида Вензелла по повести Дж. Р. Р. Толкина[40]. Кроме того, член Союза художников СССР Сергей Айнутдинов выпускает книгу «Рисуем комикс. Книжка-раскраска»[40].

Художник Евгений Жилинский создаёт оформление нового альбома группы «Браво» «Московский бит» в стиле комиксов 1950-х годов.
- 1994 — В издательстве «Семиф» начинает выходить журнал «Том и Джерри»; в 1996−2002 году его издаёт «Махаон», а с 2004 года — «Эгмонт Россия»[47]. В Ульяновске выходит первый номер детского журнала комиксов «Серёжка». В году он поменял название на «Арбуз» и выходил до 1999-го. В Санкт-Петербурге выходит нелицензионный комикс «Звёздные войны» по мотивам первого фильма киносаги.
- 1994−1995 — «Махаон» выпускает пять переводных выпусков американского комикс-сериала «Сага о лесных всадниках»[40] и пять выпусков «Арчи».
- 1994−1999 — Издательство «Махаон» издаёт журнал комиксов «Черепашки-ниндзя».
- 1995 — Выходят книга комиксов «Астерикс и его друзья»[40] и первый том манги «Босоногий Гэн» Кэйдзи Накадзавы[48] (с сокращениями; полное переиздание серии началось в 2013 году[49]).

Выходит первый и единственный номер журнала комиксов Blaster с комиксом Петра Северцова по повести Кира Булычёва «Перевал». Издательство «Эгмонт-Россия» планировало начать выпуск периодического журнала с российскими авторами, но, по неизвестным причинам, отказалось от этой идеи.
- 1997 — В издательстве «Терра» выходит комикс-адаптация романа Михаила Булгакова «Мастер и Маргарита» с иллюстрациями Родиона Танаева. За несколько лет до этого свою комикс-версию этого романа сделали Аскольд Акишин и Михаил Заславский, но опубликовать её получилось лишь в 2005 году во Франции[50].
- 1997−1998 — В издательстве «Махаон» выходит пять лицензионных выпусков комикс-сериала «Звёздные войны».
- 1998 — В Санкт-Петербурге проходит выставка «Комикс в России», по итогам которой издаётся сборник исследовательских статей «Русский комикс»[51], первый в своём роде.

Издаются два тома «Классических комиксов» с историями о Флинтстоунах, Джетсонах, Йоги, Скуби-Ду и Друпи.
Издательство «Дрофа» выпускает несколько выпусков комиксов о супергероях DC.
- 1998 — В Екатеринбурге выходит «Мегакомикс Агент Z. Бешеный Металл» К. Комардина и С. Пучковского[52]. В 2000 году комикс был перепечатан в журнале «Фантом»[53].
- 1999−2003 — Издаётся журнал комиксов «Великолепные приключения», основанный детским психологом Дмитрием Смирновым. Комиксы в журнале рассказывали о приключениях группы молодых людей, живущих полноценной интересной жизнью. Журнал пропагандировал здоровый образ жизни, стремление к творчеству и изобретательству, в его создании участвовали многие ведущие российские авторы комиксов. За четыре года было выпущено 22 выпуска.
- 1999 — Начинает выходить «Классный журнал», в котором публикуются лицензированные комикс-сериалы о Снупи, Гарфилде, Кельвине и Хоббсе, позже — о Флинтстоунах. Также в журнале печатается первый[48] отечественный манга-сериал «Ника» автора Богдана (1999—2002). В 2002-м и 2008-м годах было выпущено два отдельных тома «Ники» с переработанным материалом[54].
- 2000 — Выходит комикс Кати Метелицы «Анна Каренина by Leo Tolstoy» (художники: Валерий Качаев, Игорь Сапожков), пародия на роман Льва Толстого. Спустя два года те же авторы выпускают аналогичный комикс «Пиковая дама by Alex Pushkin».

В Воронеже проводится первый Всероссийский фестиваль японской анимации, где также уделяется внимание манге.

### 2001−2008: комиксы для детей и взрослых
В начале 2000-х появляются новые художественные объединения, такие как «Люди мёртвой рыбы», они издают (как правило, на свои средства) фэнзины — любительские журналы.
Отношение к жанру комиксов стало меняться с появлением более качественных «взрослых» комиксов от отечественного производителя, где обыгрывались бытовые, социальные и политические темы. Например, «Акимыч и Владимир Владимирович» Константина Яворского, «Тимыч и Димыч» Андрея Ткаленко или «История жизни Усамы бен Ладена» Хихуса.

Комиксы всё чаще используются для рекламного продвижения товаров и услуг.
Фотокомиксы регулярно печатаются в подростковых журналах Cool, Bravo и других.

Важным феноменом становится деятельность сканлейтеров — энтузиастов, которые собственными силами переводят зарубежные комиксы на русский язык и выкладывают их в Сети. Такая деятельность в общем случае нарушает авторские права, но часто эти любительские переводы являются единственным способом прочесть редкие или старые комиксы. Некоторые издательства (например, «Фабрика комиксов») привлекают бывших сканлейтеров к работе над официальными русскими изданиями иностранных комиксов.

С расширением доступа к Интернету становятся популярны веб-комиксы и визуальные интернет-мемы.
- 2001 — Издательский дом «Комикс ЛТД» представляет на отечественном рынке продукцию американского издательства Marvel. С успехом стартовали культовые серии «Люди Икс» (2001−2010), «Фантастическая четвёрка» (2001−2011), «Человек-паук» (2002−2011), «Marvel: команда» (2004−2009) и другие. В 2010−2011 годах выпускаются серии «Великие супергерои» и «Золотая коллекция комиксов»[57], а в 2014 году запускается серия «Marvel. Официальная коллекция комиксов»: один сюжет целиком в одном издании в твёрдом переплёте.

Издательский дом «Ровесник» запускает линейку комикс-журналов. В сотрудничестве с DC Comics они выводят на отечественный рынок такие сериалы, как GEN-13 (2002−2007), «Багз Банни и его друзья» (2001−2005), «Приключения Скуби-Ду» (2002−2009) и «Лига справедливости» (2003−2004).
- 2001−2003 — Московская студия Bigant Comics выпускает несколько выпусков юмористического фантастического сериала «Z_Index».

Издательство «Комикс» выпускает пятнадцать выпусков журнала комиксов «Баффи — победительница вампиров» по мотивам популярного телесериала.
- 2002 — В Москве впервые проводится фестиваль комиксов «КомМиссия»[58]. Его организовали художник Хихус (Павел Сухих) и Наталья Монастырева. Фестиваль понадобился, чтобы русские комиксисты наконец-то перезнакомились друг с другом, осознали себя профессиональным сообществом и начали делать первые шаги в карьере[59].

Издательство «Комикс» в сотрудничестве с «Бонго Интертейнмент» запускает серию комиксов «Симпсоны» по мотивам популярного мультсериала.
- 2002−2003 — Издатель Нитусов выпускает ряд переводов французских изданий: «Золотой город» Даниеля Пекера, «Торгал» и «Питер Пэн» Режи Луазеля[60], а также осуществляет три отечественных проекта: «Сайт-о-Полис» К. Комардина и А. Аносовой, «Тайна белой волчицы» Е. Щербинской и С. Гавриш[61], «Лешики» С. Курченко и О. Козловской.
- 2003−2005 — Петербургское издательство «Прайм-Еврознак» выпускает такие популярные комикс-серии, как «Терминатор», «Чужие», «Шрек», «Хеллбой», «Женщина-кошка», «Маска», «Чудо-женщина», «Бэтмен», «Уоллес и Громит» и другие.
- 2003−2007 — Издательство «Экстрим-пресс» издаёт журнал «К9» с комиксами российских и зарубежных авторов.
- 2004 — В «АСТ» выпускаются четыре комикса «Магазинчик Бо» Олега Куваева. Годом позже выходят четыре выпуска его же «Масяни». Издательство «Академический проект» выпускает несколько интеллектуальных комиксов английского издательства Icon Books. Во Франции выходит автобиографический комикс Николая Маслова «Сибирь» — «портрет бессмысленной банальности, жестокости и безысходности обыденной советской жизни в эпоху застоя 1970-х», как описывает его исследователь комиксов Хосе Аланиз[62].
- 2004−2008 — Издательство «Эдванс-Пресс» выпускает журналы комиксов «Ну, погоди!» и «Юла» — первый российский манга-журнал для девочек 8−12 лет, построенный полностью не отечественном материале[63].
- 2005 — В издательстве «Амфора» выходит «Город грехов» Фрэнка Миллера. Это первый комикс, изданный в России, к которому применяется определение «графический роман». Другие книги серии, со второй по восьмую издаются в 2013−2014 годах.

Писательница Линор Горалик создаёт экзистенциальный веб-комикс о зайце ПЦ. В 2007, 2008 и 2011 годах выходят три сборника этих комиксов.
При «АСТ» создаётся издательство «Сакура-Пресс», специализирующееся на выпуске манги. Одним из первых проектов становится издание 38-томной серии «Ранма ½» Румико Такахаси. Выпуск останавливается в 2010 году на пятнадцатом томе. Остальные манга-серии («Крестовый поход Хроно», «Школа убийц» и другие) тоже остаются незаконченными. В 2012 году деятельность издательства прекращается.
- 2006 — В Екатеринбурге возникает издательство «Фабрика комиксов», вошедшее позже в группу компаний «АСТ». В основном «Фабрика» издаёт популярную мангу, манхву и маньхуа, но выпускает и книги для более узкой аудитории (вроде кафкианских работ мангаки Хидеши Хино)[56]. Первой изданной мангой стала десятитомная «готическая» серия «Магазинчик ужасов» Акино Мацури.
- 2007 — Изданы графический роман «V значит вендетта» Алана Мура и Дэвида Ллойда (в 2014 году выходит переиздание), «Дед Мороз. Глубокая заморозка» Эльдара Салаватова, «Нерождество» Йоши Зауера, первый номер журнала комиксов WinX Club по мотивам одноимённого мультсериала.

В Санкт-Петербурге проходит первый фестиваль рисованных историй «Бумфест». На следующий год под эгидой фестиваля образуется издательство «Бумкнига». В числе наиболее его заметных проектов — антология финского комикса «Сарьякува» (2009).
- 2008 — В Санкт-Петербурге начинает работу издательство комиксов «Комикс-Арт», а в Москве — «Истари Комикс» и «Палма Пресс».

Журнал «Афиша» составляет список 50 главных персонажей комиксов.
Художница Виктория Ломаско начинает возрождение жанра графического репортажа. Наиболее известными становятся работы о протестном движении 2011−2013 гг. и ходе судебного процесса над участницами Pussy Riot.
В издательстве «АСТ» выходит графический роман «Особо опасен» Марка Миллара.

### С 2009 года: появление индустрии
В 2009 году издательство «Амфора» выпустило графический роман «Хранители», приурочив его к выходу одноимённого фильма. Несмотря на немалую цену, тираж был раскуплен за несколько месяцев. Был напечатан дополнительный тираж, и он продался так же быстро. Успех этого издания позволил издателям поверить в то, что в России сформировалась платёжеспособная аудитория комиксов. В следующие пять лет было издано множество знаменитых графических романов XX века; открыто несколько издательств, выпускающих комиксы; начат выпуск комикс-серий об отечественных супергероях издательства Bubble. В ситуации падения спроса на бумажные книги, графические романы продолжают иметь успех на рынке.

Изданы: первый том фантастического комикса «Хакер» Александра Ерёмина; нуар «Азарт» Алексея Пантелеева, Алексея Мамедова и Романа Сурженко, «Полный пока» и «Чёрное и белое, а также немного голубого и зелёного» Александры Голубевой.
- 2009−2011 — «Росмэн» издаёт журнал «руМанга» с работами отечественных мангак. Всего вышло 14 выпусков.
- 2009−2012 — «Комикс-Арт» и «Эксмо» издают 12 из 13-ти томов манги «Тетрадь смерти» Цугуми Оба и Такэси Обата.
- 2010 — В структуре Российской государственной библиотеки для молодёжи в Москве организован Центр комиксов и визуальной культуры, первая официальная организация, занимающаяся изучением комиксов[69].

В Москве начинает работу издательство «Зангавар». Одно из первых изданий — классика раннего американского комикса: «Малыш Немо в Сонной стране» Винзора Маккея (2010). Этот комикс публиковался в газете The New York Herald в 1900-х. Ещё более успешным оказалось полное собрание комиксов о муми-троллях финского автора Туве Янссон.
В Москве начинает работу первый в стране магазин комиксов «Чук и Гик».
Изданы: «Стерва» Андрея Ткаленко и Елены Воронович; «Скунс и Оцелот» Алекса Хатчетта и Богдана, «Сунсний Мур» Олеси Холодчук, первый том истории о Песочном человеке и «1602» Нила Геймана, «Чёрная дыра» Чарльза Бёрнса, «Первый отряд. Момент истины» Энки Сугихары по сценарию российских авторов Алексея Климова и Михаила Шприца, первый том манги «Чобиты».
- 2010−2012 — «Эгмонт» выпускает журнал «Сумерки», в котором печатаются популярные комиксы о девушке-готе Неми Монтойя норвежской художницы Лисе Мюре.
- 2011 — изданы «Священная болезнь» Давида Б., «Необыкновенная история острова Панорама» Эдогавы Рампо и Суэхиро Маруо, «Преступление и наказание» Осаму Тэдзуки, иронический комикс «Приключения какашки» Анны Сучковой[71], первые комиксы о Скотте Пилигриме, первый выпуск альманаха русской манги MNG (к 2015 году выпущено десять выпусков). В АСТ появляется серия комикс-адаптаций классических романов «Игра в классику»[72].

На телеканале «Культура» выходит документальный фильм «Юрий Лобачёв. Отец русского комикса».
- 2012 — издательство Bubble Comics начинает издание четырёх российских комикс-серий: «Майор Гром», «Бесобой», «Красная фурия» и «Инок». Со временем они приобретают обширную аудиторию. К 2021 году Bubble Comics продали более миллиона выпусков серии «Майор Гром».

Начинает работу издательство «42». Оно выпускает комиксы «Хеллбой», «Ходячие мертвецы», «Неуязвимый», «Круто сваренный» и другие.
Издана «Иллюстрированная Конституция России».
- 2013 — Изданы „Персеполис“ Маржан Сатрапи, „Кальвин и Хоббс. Все дни забиты до предела“, „Смерть“ Нила Геймана, „Синий — самый тёплый цвет“ Жюли Маро, „Призрачный мир“ Дэниела Клоуза, первые две книги Эрже о приключениях Тинтина, первые тома серий „Тёмная башня“ (по Стивену Кингу), „Супермен. Земля-1“, „Моя комикс-биография“ Аскольда Акишина, „Арт-активизм в комиксах“ Алексея Иорша и другие.

В издательстве Corpus выходит всемирно известный графический роман „Маус“ Арта Шпигельмана о Холокосте. В 2015 году он оказывается в центре скандала, когда из-за свастики на обложке неустановленные чиновники требуют от магазинов убрать его с витрин и из торговых залов. Весь остававшийся тираж немедленно раскупается.
- 2014 — Издательство Bubble Comics представило две новые комикс-серии: „Экслибриум“ и „Метеора“.

В Москве проходит первый в России комик кон под нзаванием Comic Con Russia, партнёром которого становится издательство Bubble Comics. За четыре дня работы его посетило более 157 тысяч посетителей.
В Екатеринбурге начинает работу издательство „Тиен“, работающее над переизданием комиксов издательства „Велес“ и выпуском их продолжений.
Издаются „Голубые таблетки“ Фредерика Питерса, „Фотограф“ Эммануэля Гибера и Дидье Лефевра, „Мария и я“ Мигеля Гайардо, „300“ Фрэнка Миллера, „Удивительный Голова-Винт и другие любопытные объекты“ Майка Миньолы, „Отсрочка“ Жан-Пьера Жибра, „Мой секс“ Алёны Камышевской, „Стигматы“ Лоренцо Маттотти и Клаудио Пьерсанти, „Принц Вэлиант“ Хэла Фостера, „Потерянная в море“ Брайана Ли О’Мэлли, первые тома „Саги“ и „Времени приключений“.
Появляются первые выпуски отечественных комикс-серий „DreadCore: Анамнез“, „Доктор Люцид“, „Боровицкий“.
В „Классном журнале“ начинается публикация отечественного манга-сериала „Легенда серебряного дракона“ автора Владислава Ярцева. В 2015 и 2016 годах было выпущено шесть глав сериала. Выпуск продолжается..
- 2015 — Издаются „Лес“ Аскольда Акишина, „Книги магии“ Нила Геймана, „Супермен: красный сын“ Марка Миллара, „Ночь была тёмная и ненастная, Снупи“, „Блэксад“, „Закон каменных джунглей“ и другие. Издательство „Колибри“ запускает серию „Графический non-fiction“, где основы научных дисциплин (химия, физика, экономика) объясняются в формате комиксов.
- 2016 — Bubble Comics проводит первый „ХомяКон“ — фестиваль для своей аудитории. Его посещали такие издательства, как „Истари комикс“, „Parallel Comics“, „Jellyfish Jam“, „XL Media“, „Комильфо“, „ALDEN Comics“, „Сокол“ и „Fanzon“.
- 2016 — Первый сетевой магазин комиксов Сomic Street открывается сразу в нескольких торговых центрах в Москве.
- 2016 — Comic Street запускает издательство Sokol Comics.
- 2016 — Sokol Comics становится эксклюзивным представителем издательства Valiant Comics на территории СНГ и впервые выпускает на русском языке такие серии, как „Икс-О Воин“, „Человек-тень“, „Предвестник“, „Ниндзяк“ и „Бладшот“.
- 2017 — Bubble Comics выпускает 4 новые серии комиксов („Союзники“, „Бесобой Vol.2“, „Игорь Гром“ и „Мироходцы“) под инициативой „Второе дыхание“, которые стали своеобразными „перезапусками“ первых серий издательства и одновременно их сюжетными продолжениями.
- 2017 — Bubble Comics выпускает короткометражный фильм „Майор Гром“ по одной из своих серий.
- 2017 — Издается комикс „Диптих“ Алексея Трошина.
- 2018 — Первое православное пособие для молодёжи „Техника духовной безопасности“[81] являлось типичным комиксом[82], рисовали его студенты Петербургской Академии художеств по благословению Выборгской епархии[83].
- 2019 — Bubble Comics проводит «BubbleFest» — крупный фестиваль гик-культуры, посвящённый не только комиксам, но и кинематографу, сериалам и играм. Его гостями стали представители издательств «Комильфо», «Зодиак», «Jellyfish Jam», «КомФедерация» и её подразделение «Vicious Membrane», «XL Media», «Параллель Комикс», «Истари комикс». Также на фестиваль приехал Крис Клермонт, сценарист, работавший над созданием комикса «Поразительные Люди Икс» (Uncanny X-Men). На «BubbleFest» Крис Клермонт провёл автограф-сессию.
- Comic Con Russia 2018 год — с помощью издательства «КомФедерация» выходит полный омнибус «Роман, победитель ласточек» главного самиздата России от Виталия Терлецкого
- 2019 — В марте издательство «Бумкнига» выпускает комикс «Сурвило» за авторством Ольги Лаврентьевой в виде тома с законченной историей.
- Comic Con Russia 2019 год — издательство «КомФедерация» впервые выпускает комиксы от российской анимационной студии «Феникс» — первые главы «Сахарный мир» и «Дух моей общаги».
- 2019 (июнь) — В издательстве «Бомбора» издана книга «Как выжить в индустрии комикса», в которой российские сценаристы, художники и издатели рассказывают о том, как создавать комиксы. Для подготовки книги было проведено более 100 интервью.
- 2019 — Выходит первый российский полнометражный документальный фильм, рассказывающий о комикс-индустрии в России «Comicsman»[84].
- 2019 — Выходит первый том серии комиксов «Собакистан» Виталия Терлецкого.
- 2020 — Выходит графический роман "50 лет любви" Алексей Хромогина, Виталия Терлецкого и Ольги Лаврентьевой. Комикс получил награду "Лучшая оригинальная книга комиксов или ван-шот 2020 года" от портала Comicsboom и входит в список лучших мировых комиксов за 2020 год[85] по мнению британского журналиста Пола Граветта.
- Выходит комикс „Земля королей. Трефовый том." Фёдора "Комикса" Нечитайло. Комикс повествует о восьми карточных олицетворений, валеты и короли четырёх мастей с совершенно разными характерами и стремлениями, оказались заперты в замкнутом параллельном измерении.
- 2021 — Издается графический роман «Илья Муромец. Песнь Соловья» от издательства «Комикс Паблишер».
- 2021 — Bubble Comics выпускает полнометражный фильм «Майор Гром: Чумной Доктор».
- 2021 — Выходит комикс «3 сентября» от издательства Wizart Comics, в сотрудничестве с Михаилом Шуфутинским.
- 2022- Выходит продолжение Земли королей „Земля королей. Червовый том." Федора Нечитайло.

### Комментарии
1. ↑  Указаны даты изданий наиболее значимых отечественных и зарубежных комиксов, а также книг по истории и теории комиксов. Все виды комиксов (графический роман, стрип, BD[англ.], манга, манхва и т. д.) в данной статье в общем случае называются просто комиксами. Несмотря на то, что существует много российских комиксов, опубликованных в Интернете, в настоящую хронологию вошли только официально изданные комиксы. В статье не даётся анализ особенностей российских комиксов и отечественной комикс-культуры. Полужирным начертанием выделены названия отечественных комиксов, либо главных героев цикла комиксов без общего названия.
2. ↑  Первый комикс про Умную Машу опубликован в «Чиже» № 2 / 1934
3. ↑  Комиксы о Дотошкине и Верхоглядкине опубликованы в № 1, 2, 4 / 1956; 1−3, 5−8, 11, 12 / 1957; 1, 3, 4, 6, 12 / 1958; 6, 7, 11 / 1959; 9 / 1960; 12 / 1962
4. ↑  Книга «Милый мальчик» была выпущена в 1960-м году издательством «Детский мир» (оно сменило название на «Малыш» в 1963-м)
5. ↑  Комикс «Ураган приходит на помощь» опубликован в № 1−4, 6, 7 / 1966
6. ↑  Комикс «Смехотрон и Полиглот попадают в переплёт» опубликован в № 2−7, 9, 11 и 12 за 1967 год
7. ↑  Комикс «Удивительные приключения Тимы Петухова…» опубликован в № 2, 6 / 1968
8. ↑  Комикс «Новые приключения Смехотрона и Полиглота» опубликован в № 3, 4, 6, 7 / 1969
9. ↑  Эта книга считается первой мангой, изданной в СССР
10. ↑  До 1992 года журнал «Микки Маус» издавался советско-датским предприятием «Эгмонт-ФиС»

### Книги о русских комиксах
- Alaniz Jose. Komiks: Comic Art in Russia. — University Press of Mississippi, 2010. — X, 269p. (ограниченный предпросмотр в Google Books; рецензия в журнале «Новое литературное обозрение»)
- Манга в Японии и России: Субкультура отаку, история и анатомия японского комикса / ред.-сост. Ю. А. Магера. — М., Екатеринбург: Фабрика комиксов, 2015. — 352 с.— ISBN 978-5-7525-3051-7.
- Русский комикс: сборник статей / сост. Ю. Александров, А. Барзах. — М.: Новое литературное обозрение, 2010. — 352 с.: ил. — ISBN 978-5-86793-788-1

### Книги о зарубежных комиксах
Этот список содержит наименования только тех книг, что были изданы на русском языке.
- Дмитриева, Дарья. Век супергероев. Истоки, история, идеология американского комикса. — М.: Изотека, 2015. — 320 c. — 500 экз. (о) — ISBN 978-5-9906086-0-3
- Иванов, Борис. Введение в японскую анимацию. — 2-е изд., перераб. и доп. — М.: Фонд развития кинематографии; РОФ «Эйзенштейновский центр исследований кинокультуры», 2002. — 336 с. — 1500 экз. — ISBN 978-5-901631-01-0
- Коломиец, А. С. Манга: сборник рисунков Хокусая. — М.: Наука, 1967
- Маккарти, Том. Тинтин и тайна литературы. — М.: Ад Маргинем Пресс, Гараж, 2013. — 176 с. — 2000 экз. — ISBN 978-5-91103-144-2
- Манга в Японии и России: Субкультура отаку, история и анатомия японского комикса / ред.-сост. Ю. А. Магера. — М., Екатеринбург: Фабрика комиксов, 2015. — 352 с. — 200 экз. — ISBN 978-5-7525-3051-7.
- Полякова, Ксения. Словарь комикса и манга. — 2-е изд. — СПб.: Проект «Сборка», 2007. — 120 с. — 500 экз. — ISBN 978-5-8140-4549-3 (первое издание вышло в 2003 г. за авторством Ксении Козловой).
- Туровская, М. И. Герои «безгеройного времени». Заметки о неканонических жанрах. — М.: Искусство, 1971. — 239 с.
- Манга и философия: сборник статей. — М.: Эксмо, 2011. — 448 c. — 3000 экз. — ISBN 978-5-699-48276-4
- Энциклопедия Marvel Heroes. — М.: Эксмо, 2015. — 440 c. — 5000 экз. — ISBN 978-5-699-72093-4
- Харитонов, Евгений. Девятое искусство: Зарубежный фантастический комикс. — М.: Academia-F, 2004. — 95 c.

### Переиздания
- Архив Мурзилки. Том 1. История страны глазами детского журнала. 1924−1954. — М.: ТриМаг, 2014. — 312 с. — 5000 экз. — ISBN 978-5-901666-90-6
- Архив Мурзилки. Том 2. В 2-х книгах. Книга 1. Золотой век «Мурзилки». 1955−1965. — М.: ТриМаг, 2014. — 312 с. — 5000 экз. — ISBN 978-5-901666-92-0
- Архив Мурзилки. Том 2. В 2-х книгах. Книга 2. Золотой век «Мурзилки». 1966−1974. — М.: ТриМаг, 2014. — 312 с. — 5000 экз. — ISBN 978-5-901666-94-4
- Архив Мурзилки. Том 3. В 2-х книгах. Книга 1. Друг на все времена. 1975−1984. — М.: ТриМаг, 2015. — 312 с. — 7000 экз. — ISBN 978-5-901666-96-8

Кроме того, в России издано немало книг, не представленных в данном списке, о том, как рисовать комиксы, в том числе от таких авторов как Стэн Ли и Кристофер Харт.